# Patriot Front
Le Patriot Front (en français : « Front patriote ») est une organisation néonazie et nationaliste blanche américaine fondée au Texas le 30 août 2017 par Thomas Rousseau.
Issue de la scission du groupe Vanguard America (VA) à la suite du meurtre d'une militante antiraciste par l'un de ses membres lors de la manifestation « Unite the Right » à Charlottesville, l'organisation milite pour la transformation des États-Unis en un ethno-État blanc réservé aux Américains d'origine européenne.
Structurée comme une organisation paramilitaire et présente dans 40 États américains, elle est particulièrement active dans la diffusion de propagande suprémaciste blanche et mène des actions militantes comprenant des manifestations publiques, du vandalisme et des actes d'intimidation. Ses membres sont estimés à environ 250-300 personnes.
Le groupe a fait l'objet de plusieurs condamnations judiciaires. Cinq de ses membres sont condamnés à de la prison et des amendes en 2023 pour avoir tenté de perturber une marche des fiertés dans l'Idaho, et en 2025, le groupe et son leader sont condamnés à verser 2,75 millions de dollars pour une agression raciste à Boston.

## Histoire
Le Patriot Front tire ses origines d'une série d'organisations issues du forum néonazi Iron March. Sur ce forum émerge d'abord Reaction America en 2015, qui devient American Vanguard (AV) en 2016, puis Vanguard America début 2017 à la suite de la révélation qu'un de ses dirigeants avait fourni des informations à un groupe antifasciste, provoquant la divulgation des données personnelles des membres d'AV par les utilisateurs et administrateurs d'Iron March. Vanguard America attire alors plusieurs membres de Division Atomwaffen, un groupe terroriste néonazi issu d'Iron March.

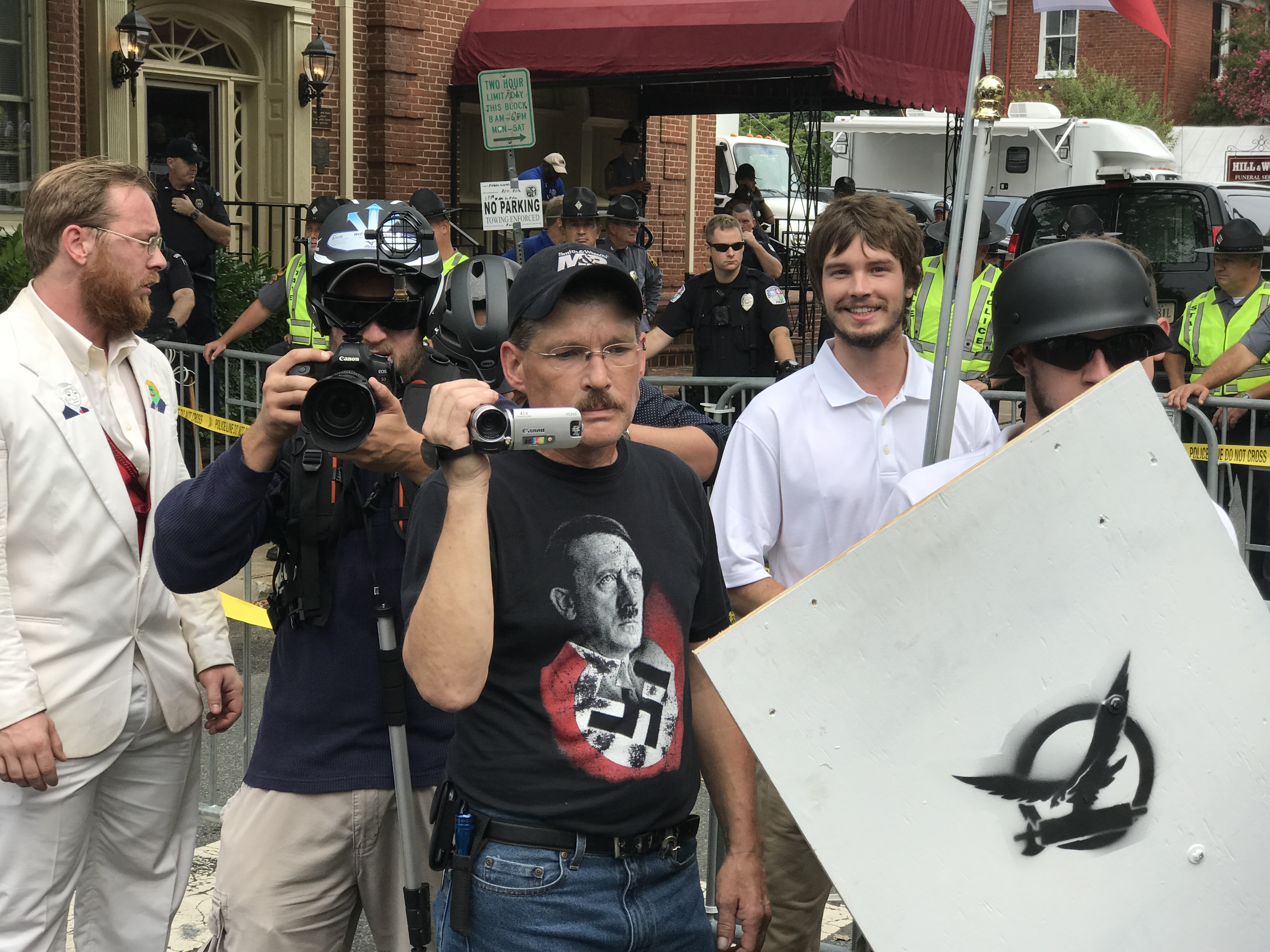
Sur la droite, un homme portant un bouclier sur lequel le logo de Vanguard America est peint au pochoir durant la manifestation « Unite the Right ».

C'est après la participation de Vanguard America à la manifestation « Unite the Right » à Charlottesville — lors de laquelle James Fields Jr., membre de VA, tue la militante antiraciste Heather Heyer — que Thomas Rousseau, dirigeant de la section texane de VA alors âgé de 18 ans, quitte l'organisation pour fonder le Patriot Front le 30 août 2017, dans le but explicite d'élargir le recrutement auprès des sympathisants hésitant à s'engager dans des activités ouvertement suprémacistes blanches,. Rousseau prend le contrôle de la majeure partie des serveurs Discord de Vanguard America. L'organisation est basée au Texas,. Le groupe utilise comme symbole un faisceau de licteur en lieu et place des étoiles sur un drapeau inspiré du drapeau américain. La première attaque perpétrée par le Patriot Front est celle d'un salon du livre anarchiste à Houston en septembre 2017.
Selon l'Anti-Defamation League, le Patriot Front est responsable de plus de 80 % des activités de distribution de propagande suprémaciste blanche aux États-Unis de 2020 à 2022. Selon les statistiques auto-déclarées par l'organisation, le Patriot Front aurait mené 7 334 actions militantes en 2023 (affichages, graffitis, déploiements de banderoles sur des lieux très fréquentés et manifestations publiques), principalement dans dix États : la Virginie, le Colorado, le Massachusetts, l'Oklahoma, le Missouri, le Texas, le Connecticut, le Wyoming, le Tennessee et l'Ohio.
En 2024, le Patriot Front mène des opérations d'assistance aux sinistrés des ouragans Helene et Milton en Caroline du Nord et en Floride, ainsi que d'une tornade dans l'Oklahoma. Le groupe filme ces interventions et les diffuse sur les réseaux sociaux, contestant la gestion gouvernementale des secours,. L'historien Mathew Feldman compare cette stratégie d'aide communautaire sélective à la Winterhilfswerk nazie et aux soupes identitaires.

## Affaires judiciaires

### Affaires visant le Patriot Front
En octobre 2021, des membres du Patriot Front vandalisent une fresque représentant Arthur Ashe dans un quartier historiquement afro-américain de Richmond (Virginie). En 2024, cinq membres du groupe concluent un accord à l'amiable, dont les termes restent confidentiels, dans le cadre d'une procédure civile liée à cet incident. Deux d'entre eux reconnaissent avoir défiguré la fresque. Aucune poursuite pénale n'est engagée,.
Le même mois, le Patriot Front est impliqué dans le vandalisme d'une fresque murale LGBTQ+ à Olympia (Washington). L'action est planifiée lors de réunions en ligne avec Thomas Rousseau. Des enregistrements audio divulgués par Unicorn Riot (en) démontrent la motivation homophobe de ces actes. En juillet 2022, deux membres du groupe, dont le directeur du réseau couvrant le Nord-Ouest Pacifique, sont inculpés. Les rapports de police identifient au moins six autres membres impliqués.
Le 11 juin 2022, 31 de ses membres, dont son fondateur Thomas Rousseau, sont arrêtés à Coeur d'Alene (Idaho) alors qu'ils planifiaient de perturber une marche des fiertés,,. Les suspects sont originaires d'onze États différents, et seulement l'un d'entre eux est originaire de l'Idaho. La police découvre dans le véhicule du matériel antiémeute, des protège-tibias, des boucliers et une grenade fumigène,,. L'identité de nombreux membres, jusqu'alors dissimulée, est alors révélée. Parmi les personnes arrêtées figure un membre précédemment inculpé pour avoir vandalisé une fresque honorant des personnalités afro-américaines à l'université de Washington,. Cinq membres du Patriot Front sont condamnés à cinq jours de prison, un an de probation et une amende de 1 000 dollars chacun en juillet 2023 pour complot en vue de provoquer une émeute,.
En juillet 2022, lors d'une manifestation improvisée du Patriot Front à Boston, le groupe agresse un enseignant et musicien noir. Selon les témoignages devant le tribunal fédéral, des membres du groupe ont encerclé et attaqué physiquement la victime, qui a fini hospitalisée. En 2024, une procédure judiciaire fédérale est engagée. La juge reconnaît la responsabilité du groupe et de son dirigeant Thomas Rousseau dans cette attaque, suite au défaut de réponse de ce dernier à la plainte civile de la victime,. En janvier 2025, le Patriot Front et son leader Thomas Rousseau sont condamnés à verser 2,75 millions de dollars de dommages et intérêts à la victime à l'issue d'un jugement par défaut,.
En septembre 2023, deux organisations à but non lucratif, la North Dakota Human Rights Coalition et l'Immigrant Development Center, poursuivent le Patriot Front en justice pour des actes d'intimidation raciale à Fargo. Le groupe est accusé d'avoir vandalisé des commerces et biens publics, notamment ceux appartenant à des immigrants et des minorités, avec leurs logos et graffitis. En février 2025, les deux organisations à but non lucratif concluent un accord à l'amiable.

### Poursuites intentées par le Patriot Front
En juin 2023, plusieurs membres du Patriot Front intentent une action en justice contre un militant de gauche accusé d'avoir infiltré l'organisation en 2021 en tant que photographe. Selon la plainte, il aurait accédé aux bases de données informatiques du groupe pour obtenir des informations confidentielles sur ses membres, qu'il aurait ensuite divulguées publiquement, entraînant pour les plaignants la perte de leur emploi et de relations familiales. Parmi les plaignants figurent un ancien chef de la section du Patriot Front de l'État de Washington, ainsi qu'un militant arrêté dans le cadre de la tentative de perturbation de la marche des fiertés de Coeur d'Alene,,.

## Idéologie
Le Patriot Front est d'idéologie néonazie, et nationaliste blanche. L'organisation milite pour la transformation des États-Unis en un ethno-État blanc réservé aux Américains d'origine européenne nés aux États-Unis, à travers l'expulsion forcée des minorités. Le groupe adhère à la théorie du grand remplacement, son manifeste évoquant une « population [...] importée pour supplanter la nation » destinée à être « réduite en esclavage sur nos cendres ».
Le Patriot Front fait l'éloge de fascistes et néonazis comme Benito Mussolini, Oswald Mosley et George Lincoln Rockwell et soutient des groupes néonazis et néofascistes comme le Mouvement de résistance nordique en Suède et CasaPound en Italie. Selon Jon Lewis, chercheur à l'université George-Washington, le Patriot Front considère les Afro-Américains, les Juifs et les personnes LGBTQ comme des ennemis.
Il adhère à l'accélérationnisme, prônant un soulèvement national contre les personnes ne correspondant pas à sa définition de l'identité américaine, qu'elle limite aux Américains blancs, chrétiens et hétérosexuels. L'organisation considère le système politique américain comme irrécupérable et prédit son effondrement, qu'elle présente comme une opportunité de renaissance nationale sous forme d'État fasciste. Bien qu'elle ne prône pas explicitement la violence pour accélérer cet effondrement, elle encourage ses membres à s'y préparer physiquement.
Contrairement à d'autres groupes d'extrême droite, le Patriot Front se montre indifférent au processus électoral et à Donald Trump, considérant ce dernier comme un simple outil temporaire permettant l'avancement de leur cause sans réformer fondamentalement les institutions. En 2020, alors que la défaite électorale de Donald Trump se profile, le Patriot Front exprime son mépris pour le président sortant, comme en témoignent des conversations de groupe divulguées début 2022. Son dirigeant Thomas Rousseau y rejette le processus électoral, le qualifiant de « geste de soumission pour légitimer la tyrannie »,,.

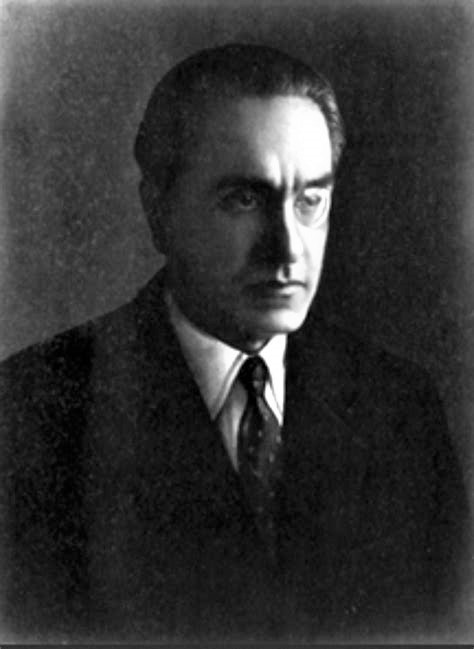
Julius Evola.

L'idéologie du Patriot Front s'inspire du traditionalisme de Julius Evola. L'organisation reprend notamment ses théories sur le Kali Yuga, période de dégénérescence sociétale qui culminerait dans une guerre apocalyptique menant à l'établissement d'une nouvelle société fondée sur des castes raciales. Cette influence se manifeste dans son processus de recrutement, où la connaissance des textes d'Evola, notamment Révolte contre le monde moderne (en), est considérée comme un indicateur d'alignement idéologique avec l'organisation.

## Organisation
L'organisation est structurée comme une organisation paramilitaire divisée en 40 réseaux régionaux à travers les États-Unis répartis dans autant d'États américains, chacun dirigé par un directeur de réseau et comportant différents rôles définis,. Elle est estimée à 300 membres selon ProPublica en 2019, puis à 250 membres selon Task Force Butler en 2022.
Le Patriot Front impose des critères stricts d'adhésion, notamment l'obligation d'être né aux États-Unis et de justifier d'une ascendance européenne d'au moins 75%. Le processus de recrutement comporte plusieurs étapes d'entretiens formels et d'évaluation idéologique. Les membres doivent adhérer à des règles strictes de conduite, excluant tout propos provocateur, la participation aux activités du groupe sous l'emprise de drogues (y compris l'alcool), et la discussion d'armes à feu. L'organisation impose à ses membres un contrôle de leur vie personnelle avec des régimes alimentaires stricts et des entraînements physiques réguliers.
Le groupe se finance principalement par la vente de matériel de propagande à ses membres. Les membres doivent payer des frais pour le matériel de propagande obligatoire à des prix majorés par Rousseau, tout en devant satisfaire des quotas hebdomadaires d'activisme. Ce système de financement est régulièrement qualifié de système de vente pyramidale,.
Ses membres sont reconnaissables à leur uniforme composé de chemises bleu foncé, pantalons kaki, chapeaux beiges et masques blancs.

## Stratégie
Sous la direction de Rousseau, le groupe cultive délibérément une image publique soignée en évitant les expressions ouvertement racistes dans sa propagande, privilégiant plutôt un message axé sur le professionnalisme afin d'élargir son influence tout en servant de passerelle vers des organisations et des idéologies plus extrémistes. Des messages privés divulgués en 2022 par le média Unicorn Riot (en) révèlent néanmoins l'usage courant de propos racistes et antisémites par ses membres.
Le groupe utilise principalement Telegram comme plateforme de communication, où il documente systématiquement ses activités. Bien que son canal Telegram officiel compte environ 17 500 abonnés en février 2024, d'anciens membres dissidents affirment que l'organisation gonflerait artificiellement ces chiffres.
Le groupe cible principalement un public jeune et exige de ses membres le port de cagoules pour préserver leur anonymat, à l'exception de son dirigeant.
Jusqu'en 2022, le groupe mène principalement des actions de propagande clandestine. À partir de 2022, l'organisation s'oriente davantage vers des manifestations publiques et des actions directes.

## Affiliations
Le Patriot Front entretient des liens avec plusieurs organisations d'extrême droite américaines, malgré une politique officielle interdisant les collaborations externes.
En octobre 2017, le groupe assure la sécurité de Richard Spencer lors d'une de ses prises de parole à l'université de Floride.
Des connexions sont documentées avec les Proud Boys, dont certains anciens membres ont rejoint le Patriot Front. Le Patriot Front participe également à des rassemblements du National Justice Party (en) (NJP) et des membres du Patriot Front distribuent du matériel de propagande du NJP.
Le Patriot Front entretient depuis 2020 des liens étroits avec le réseau Active Club. Les deux groupes organisent conjointement des manifestations publiques et des tournois de boxe. Ils coordonnent également leurs activités de propagande, tant dans l'espace public qu'en ligne, où ils partagent et relaient mutuellement leurs contenus.